# Periférico/Participación Ciudadana (estación)
Periférico/Participación Ciudadana es una de las estaciones que forman parte del Tren Ligero de la Ciudad de México, perteneciente a la única línea existente del sistema. Se ubica al sur de la Ciudad de México, en el límite de las alcaldías Tlalpan y Xochimilco. 

## Información general
Su logo representa una especie de cruce en forma de trébol, muy común en vialidades de alta velocidad. Su nombre proviene del Periférico de la ciudad, cercano a la estación y la vialidad más cercana.
Esta estación permaneció cerrada del 2 de mayo del 2020 al 31 de enero de 2021, debido al mantenimiento mayor que se realizó a todo el sistema del Tren Ligero.

## Esquema de estación
| Nivel de calle | Acceso por puente peatonal a taquillas y acceso a los andenes |

| Andén | Plataforma lateral, puertas abren a la derecha | Plataforma lateral, puertas abren a la derecha |
| Andén | Dirección Tasqueña                             | ← hacia Xomali                                 |
| Andén | Dirección Xochimilco                           | hacia Tepepan →                                |
| Andén | Plataforma lateral, puertas abren a la derecha |                                                |

## Lugares de interés
- Instituto Tecnológico y de Estudios Superiores de Monterrey